# Fußball-Europameisterschaft 2016/Finalrunde
Dieser Artikel behandelt die einzelnen Finalrundenspiele und -resultate der Fußball-Europameisterschaft 2016 in Frankreich.

## Turnierplan
|  | Achtelfinale | Achtelfinale | Achtelfinale |          |             | Viertelfinale | Viertelfinale | Viertelfinale |  |  | Halbfinale | Halbfinale | Halbfinale |  |  | Finale | Finale | Finale |
|  |              |              |              |          |             |               |               |               |  |  |            |            |            |  |  |        |        |        |
|  | A2           | Schweiz      | 1 (4)        |          |             |               |               |               |  |  |            |            |            |  |  |        |        |        |
|  | C2           | Polen        | 1 (5)2       |          |             |               |               |               |  |  |            |            |            |  |  |        |        |        |
|  | C2           | Polen        | 1 (5)2       | C2       | Polen       | 1 (3)         |               |               |  |  |            |            |            |  |  |        |        |        |
|  |              |              |              | C2       | Polen       | 1 (3)         |               |               |  |  |            |            |            |  |  |        |        |        |
|  |              |              | F3           | Portugal | 1 (5)2      |               |               |               |  |  |            |            |            |  |  |        |        |        |
|  | D1           | Kroatien     | F3           | Portugal | 1 (5)2      | 0             |               |               |  |  |            |            |            |  |  |        |        |        |
|  | D1           | Kroatien     |              |          |             | 0             |               |               |  |  |            |            |            |  |  |        |        |        |
|  | F3           | Portugal     | 1            |          |             |               |               |               |  |  |            |            |            |  |  |        |        |        |
|  | F3           | Portugal     | 1            | F3       | Portugal    | 2             |               |               |  |  |            |            |            |  |  |        |        |        |
|  |              |              |              | F3       | Portugal    | 2             |               |               |  |  |            |            |            |  |  |        |        |        |
|  |              | B1           | Wales        | 0        |             |               |               |               |  |  |            |            |            |  |  |        |        |        |
|  | B1           | B1           | Wales        | 0        | Wales       | 1             |               |               |  |  |            |            |            |  |  |        |        |        |
|  | B1           |              |              |          | Wales       | 1             |               |               |  |  |            |            |            |  |  |        |        |        |
|  | C3           | Nordirland   | 0            |          |             |               |               |               |  |  |            |            |            |  |  |        |        |        |
|  | C3           | Nordirland   | 0            | B1       | Wales       | 3             |               |               |  |  |            |            |            |  |  |        |        |        |
|  |              |              |              | B1       | Wales       | 3             |               |               |  |  |            |            |            |  |  |        |        |        |
|  |              |              | E2           | Belgien  | 1           |               |               |               |  |  |            |            |            |  |  |        |        |        |
|  | F1           | Ungarn       | E2           | Belgien  | 1           | 0             |               |               |  |  |            |            |            |  |  |        |        |        |
|  | F1           | Ungarn       |              |          |             |               |               |               |  |  |            |            |            |  |  |        |        |        |
|  | E2           | Belgien      | 4            |          |             |               |               |               |  |  |            |            |            |  |  |        |        |        |
|  | E2           | Belgien      | 4            | F3       | Portugal    | 1             |               |               |  |  |            |            |            |  |  |        |        |        |
|  |              |              |              |          |             |               |               |               |  |  |            |            |            |  |  |        |        |        |
|  |              | A1           | Frankreich   | 0        |             |               |               |               |  |  |            |            |            |  |  |        |        |        |
|  | C1           | A1           | Frankreich   | 0        | Deutschland | 3             |               |               |  |  |            |            |            |  |  |        |        |        |
|  | C1           |              |              |          | Deutschland | 3             |               |               |  |  |            |            |            |  |  |        |        |        |
|  | B3           | Slowakei     | 0            |          |             |               |               |               |  |  |            |            |            |  |  |        |        |        |
|  | B3           | Slowakei     | 0            | C1       | Deutschland | 1 (6)2        |               |               |  |  |            |            |            |  |  |        |        |        |
|  |              |              |              | C1       | Deutschland | 1 (6)2        |               |               |  |  |            |            |            |  |  |        |        |        |
|  |              |              | E1           | Italien  | 1 (5)       |               |               |               |  |  |            |            |            |  |  |        |        |        |
|  | E1           | Italien      | E1           | Italien  | 1 (5)       | 2             |               |               |  |  |            |            |            |  |  |        |        |        |
|  | E1           | Italien      |              |          |             | 2             |               |               |  |  |            |            |            |  |  |        |        |        |
|  | D2           | Spanien      | 0            |          |             |               |               |               |  |  |            |            |            |  |  |        |        |        |
|  | D2           | Spanien      | 0            | C1       | Deutschland | 0             |               |               |  |  |            |            |            |  |  |        |        |        |
|  |              |              |              | C1       | Deutschland | 0             |               |               |  |  |            |            |            |  |  |        |        |        |
|  |              | A1           | Frankreich   | 2        |             |               |               |               |  |  |            |            |            |  |  |        |        |        |
|  | A1           | A1           | Frankreich   | 2        | Frankreich  | 2             |               |               |  |  |            |            |            |  |  |        |        |        |
|  | A1           |              |              |          |             |               |               |               |  |  |            |            |            |  |  |        |        |        |
|  | E3           | Irland       | 1            |          |             |               |               |               |  |  |            |            |            |  |  |        |        |        |
|  | E3           | Irland       | 1            | A1       | Frankreich  | 5             |               |               |  |  |            |            |            |  |  |        |        |        |
|  |              |              |              | A1       | Frankreich  | 5             |               |               |  |  |            |            |            |  |  |        |        |        |
|  |              |              | F2           | Island   | 2           |               |               |               |  |  |            |            |            |  |  |        |        |        |
|  | B2           | England      | F2           | Island   | 2           | 1             |               |               |  |  |            |            |            |  |  |        |        |        |
|  | B2           | England      |              |          |             |               |               |               |  |  |            |            |            |  |  |        |        |        |
|  | F2           | Island       | 2            |          |             |               |               |               |  |  |            |            |            |  |  |        |        |        |

1 Sieg nach Verlängerung

2 Sieg im Elfmeterschießen

## Achtelfinale

### Schweiz – Polen 1:1 n. V. (1:1, 0:1), 4:5 i. E.
| Schweiz                                                               | Schweiz | Polen | Polen | Aufstellung                     |
| --------------------------------------------------------------------- | --- | --- | ----- | ------------------------------- |
| Schweiz                                                               | \| 1. Achtelfinale \| \| 25. Juni 2016 um 15:00 Uhr in Saint-Étienne (Stade Geoffroy-Guichard) \| \| Zuschauer: 38.842 \| \| Schiedsrichter: Mark Clattenburg ( England) \| \| Spielbericht \|                                                                                     | \| 1. Achtelfinale \| \| 25. Juni 2016 um 15:00 Uhr in Saint-Étienne (Stade Geoffroy-Guichard) \| \| Zuschauer: 38.842 \| \| Schiedsrichter: Mark Clattenburg ( England) \| \| Spielbericht \|                                                                                   | Polen | Aufstellung Schweiz gegen Polen |
| Schweiz                                                               | Yann Sommer – Stephan Lichtsteiner , Fabian Schär, Johan Djourou, Ricardo Rodríguez – Valon Behrami (77. Gelson Fernandes), Granit Xhaka – Xherdan Shaqiri, Blerim Džemaili (58. Breel Embolo), Admir Mehmedi (70. Eren Derdiyok) – Haris Seferović Cheftrainer: Vladimir Petković | Łukasz Fabiański – Łukasz Piszczek, Kamil Glik, Michał Pazdan, Artur Jędrzejczyk – Jakub Błaszczykowski, Grzegorz Krychowiak, Krzysztof Mączyński (101. Tomasz Jodłowiec), Kamil Grosicki (104. Sławomir Peszko) – Arkadiusz Milik, Robert Lewandowski Cheftrainer: Adam Nawałka | Polen | Aufstellung Schweiz gegen Polen |
| Schweiz                                                               | 1:1 Shaqiri (82.) | 0:1 Błaszczykowski (39.) | Polen | Aufstellung Schweiz gegen Polen |
| Schweiz                                                               | Elfmeterschießen | | Polen | Aufstellung Schweiz gegen Polen |
| Schweiz                                                               | 1:0 Lichtsteiner Xhaka schießt links am Tor vorbei 2:2 Shaqiri 3:3 Schär 4:4 Rodríguez | 1:1 Lewandowski 1:2 Milik 2:3 Glik 3:4 Błaszczykowski 4:5 Krychowiak | Polen | Aufstellung Schweiz gegen Polen |
| Schweiz                                                               | Schär (55.), Djourou (117.) | Jędrzejczyk (58.), Pazdan (111.) | Polen | Aufstellung Schweiz gegen Polen |
| Schweiz                                                               | Spieler des Spiels: Xherdan Shaqiri (Schweiz) | | Polen | Aufstellung Schweiz gegen Polen |
| 1. Achtelfinale                                                       | | |       |                                 |
| 25. Juni 2016 um 15:00 Uhr in Saint-Étienne (Stade Geoffroy-Guichard) | | |       |                                 |
| Zuschauer: 38.842                                                     | | |       |                                 |
| Schiedsrichter: Mark Clattenburg ( England)                           | | |       |                                 |
| Spielbericht                                                          | | |       |                                 |

Ein zu kurz geratener Rückpass von Johan Djourou ermöglichte Milik bereits nach einer halben Minute die erste Chance. Ein Konter nach einer Schweizer Ecke, den Fabiański mit einem weiten Abwurf auf Grosicki einleitete, brachte in der 39. Minute die Führung für Polen. Grosicki setzte sich gegen mehrere Schweizer durch und flankte auf den freistehenden Błaszczykowski, der das 1:0 erzielte. In der zweiten Halbzeit wurde die Schweiz offensiv stärker; Rodríguez hatte eine Gelegenheit per Freistoß, in der 78. Minute traf Seferović die Querlatte. Schließlich gelang Shaqiri mit einem Seitfallzieher der Ausgleich. Die Schweiz, die mit ihren Wechseln eine sehr offensive Ausrichtung eingenommen hatte, blieb in der Verlängerung spielbestimmend. Der eingewechselte Derdiyok hatte die größte Chance auf den Siegtreffer, als ihm in der 118. Minute ein Ball im Fünfmeterraum versprang. Im Elfmeterschießen verschoss Xhaka, während alle polnischen Schützen trafen.

### Wales – Nordirland 1:0 (0:0)
| Wales                                                  | Wales | Nordirland | Nordirland | Aufstellung                        |
| ------------------------------------------------------ | --- | --- | ---------- | ---------------------------------- |
| Wales                                                  | \| 2. Achtelfinale \| \| 25. Juni 2016 um 18:00 Uhr in Paris (Parc des Princes) \| \| Zuschauer: 44.342 \| \| Schiedsrichter: Martin Atkinson ( England) \| \| Spielbericht \|                                                | \| 2. Achtelfinale \| \| 25. Juni 2016 um 18:00 Uhr in Paris (Parc des Princes) \| \| Zuschauer: 44.342 \| \| Schiedsrichter: Martin Atkinson ( England) \| \| Spielbericht \|                                                                                  | Nordirland | Aufstellung Wales gegen Nordirland |
| Wales                                                  | Wayne Hennessey – Chris Gunter, James Chester, Ashley Williams , Ben Davies, Neil Taylor – Joe Allen, Joe Ledley (63. Jonny Williams), Aaron Ramsey – Sam Vokes (55. Hal Robson-Kanu), Gareth Bale Cheftrainer: Chris Coleman | Michael McGovern – Aaron Hughes, Gareth McAuley (84. Josh Magennis), Craig Cathcart, Jonny Evans – Jamie Ward (69. Conor Washington), Steven Davis , Corry Evans, Oliver Norwood (79. Niall McGinn), Stuart Dallas – Kyle Lafferty Cheftrainer: Michael O’Neill | Nordirland | Aufstellung Wales gegen Nordirland |
| Wales                                                  | 1:0 McAuley (75., Eigentor) | | Nordirland | Aufstellung Wales gegen Nordirland |
| Wales                                                  | Taylor (58.), Ramsey (90.+4′) | Dallas (44.), Davis (67.) | Nordirland | Aufstellung Wales gegen Nordirland |
| Wales                                                  | Spieler des Spiels: Gareth Bale (Wales) | | Nordirland | Aufstellung Wales gegen Nordirland |
| 2. Achtelfinale                                        | | |            |                                    |
| 25. Juni 2016 um 18:00 Uhr in Paris (Parc des Princes) | | |            |                                    |
| Zuschauer: 44.342                                      | | |            |                                    |
| Schiedsrichter: Martin Atkinson ( England)             | | |            |                                    |
| Spielbericht                                           | | |            |                                    |

In einem an Torchancen armen Spiel brachte ein Eigentor die Entscheidung, nach einer Flanke von Bale traf McAuley bei seinem Klärungsversuch in das eigene Tor. Der Sieg der Waliser geriet danach nicht mehr in Gefahr.

### Kroatien – Portugal 0:1 n.V.
| Kroatien                                                    | Kroatien | Portugal | Portugal | Aufstellung                         |
| ----------------------------------------------------------- | --- | --- | -------- | ----------------------------------- |
| Kroatien                                                    | \| 3. Achtelfinale \| \| 25. Juni 2016 um 21:00 Uhr in Lens (Stade Bollaert-Delelis) \| \| Zuschauer: 33.523 \| \| Schiedsrichter: Carlos Velasco Carballo ( Spanien) \| \| Spielbericht \|                                                                    | \| 3. Achtelfinale \| \| 25. Juni 2016 um 21:00 Uhr in Lens (Stade Bollaert-Delelis) \| \| Zuschauer: 33.523 \| \| Schiedsrichter: Carlos Velasco Carballo ( Spanien) \| \| Spielbericht \|                                                   | Portugal | Aufstellung Kroatien gegen Portugal |
| Kroatien                                                    | Danijel Subašić – Darijo Srna , Vedran Ćorluka (120. Andrej Kramarić), Domagoj Vida, Ivan Strinić – Luka Modrić, Milan Badelj – Marcelo Brozović, Ivan Rakitić (110. Marko Pjaca), Ivan Perišić – Mario Mandžukić (88. Nikola Kalinić) Cheftrainer: Ante Čačić | Rui Patrício – Cédric, Pepe, José Fonte, Raphaël Guerreiro – João Mário (87. Ricardo Quaresma), Adrien Silva (108. Danilo Pereira), William Carvalho, André Gomes (50. Renato Sanches) – Nani, Cristiano Ronaldo Cheftrainer: Fernando Santos | Portugal | Aufstellung Kroatien gegen Portugal |
| Kroatien                                                    | 0:1 Quaresma (117.) | | Portugal | Aufstellung Kroatien gegen Portugal |
| Kroatien                                                    | W. Carvalho (78.) | | Portugal | Aufstellung Kroatien gegen Portugal |
| Kroatien                                                    | 100. Länderspiel von Nani | | Portugal | Aufstellung Kroatien gegen Portugal |
| Kroatien                                                    | Spieler des Spiels: Renato Sanches (Portugal) | | Portugal | Aufstellung Kroatien gegen Portugal |
| 3. Achtelfinale                                             | | |          |                                     |
| 25. Juni 2016 um 21:00 Uhr in Lens (Stade Bollaert-Delelis) | | |          |                                     |
| Zuschauer: 33.523                                           | | |          |                                     |
| Schiedsrichter: Carlos Velasco Carballo ( Spanien)          | | |          |                                     |
| Spielbericht                                                | | |          |                                     |

Beiden Mannschaften gelang es in dieser Partie lange Zeit kaum, zu Torchancen zu kommen. Dies änderte sich erst in der Schlussphase der Verlängerung; unmittelbar nachdem Perišić den Ball an den Pfosten geköpft hatte, gelang Portugal, das somit als einziger Gruppendritter das Achtelfinale überstand, mit einem Konter der Siegtreffer.

### Frankreich – Irland 2:1 (0:1)
| Frankreich                                                     | Frankreich | Irland | Irland | Aufstellung                         |
| -------------------------------------------------------------- | --- | --- | ------ | ----------------------------------- |
| Frankreich                                                     | \| 4. Achtelfinale \| \| 26. Juni 2016 um 15:00 Uhr in Décines-Charpieu (Stade de Lyon) \| \| Zuschauer: 56.279 \| \| Schiedsrichter: Nicola Rizzoli ( Italien) \| \| Spielbericht \|                                                                                    | \| 4. Achtelfinale \| \| 26. Juni 2016 um 15:00 Uhr in Décines-Charpieu (Stade de Lyon) \| \| Zuschauer: 56.279 \| \| Schiedsrichter: Nicola Rizzoli ( Italien) \| \| Spielbericht \|                                                                                     | Irland | Aufstellung Frankreich gegen Irland |
| Frankreich                                                     | Hugo Lloris – Bacary Sagna, Adil Rami, Laurent Koscielny, Patrice Evra – Paul Pogba, N’Golo Kanté (46. Kingsley Coman, 90.+3′ Moussa Sissoko), Blaise Matuidi – Antoine Griezmann, Olivier Giroud (73. André-Pierre Gignac), Dimitri Payet Cheftrainer: Didier Deschamps | Darren Randolph – Séamus Coleman , Richard Keogh, Shane Duffy, Stephen Ward – Robbie Brady, James McCarthy (71. Wes Hoolahan), Jeff Hendrick, James McClean (68. John O’Shea) – Shane Long, Daryl Murphy (65. Jonathan Walters) Cheftrainer: Martin O’Neill ( Nordirland) | Irland | Aufstellung Frankreich gegen Irland |
| Frankreich                                                     | 1:1 Griezmann (58.) 2:1 Griezmann (61.) | 0:1 Brady (2., Foulelfmeter) | Irland | Aufstellung Frankreich gegen Irland |
| Frankreich                                                     | Kanté (27.), Rami (44.) | Coleman (25.), Hendrick (47.), Long (72.) | Irland | Aufstellung Frankreich gegen Irland |
| Frankreich                                                     | Duffy (66.) | | Irland | Aufstellung Frankreich gegen Irland |
| Frankreich                                                     | Erste und einzige rote Karte des Wettbewerbs | | Irland | Aufstellung Frankreich gegen Irland |
| Frankreich                                                     | Spieler des Spiels: Antoine Griezmann (Frankreich) | | Irland | Aufstellung Frankreich gegen Irland |
| 4. Achtelfinale                                                | | |        |                                     |
| 26. Juni 2016 um 15:00 Uhr in Décines-Charpieu (Stade de Lyon) | | |        |                                     |
| Zuschauer: 56.279                                              | | |        |                                     |
| Schiedsrichter: Nicola Rizzoli ( Italien)                      | | |        |                                     |
| Spielbericht                                                   | | |        |                                     |

Nachdem Pogba Long im Strafraum von hinten in die Beine gelaufen war, erzielte Brady in der 2. Minute per Elfmeter das schnellste Tor des Turniers. Nachdem Frankreich sich in der ersten Halbzeit schwer tat, diesen Rückstand aufzuholen, sorgte eine offensivere Taktik nach dem Seitenwechsel für mehr Dominanz. Griezmann erzielte binnen weniger Minuten zwei Tore – zunächst per Kopf nach einer Flanke von Sagna, danach per Fuß auf Vorlage von Giroud. Eine Notbremse von Duffy am Doppeltorschützen, die zur einzigen roten Karte des Turniers führte, kurz vor dem Strafraum brachte die Vorentscheidung, in Unterzahl konnte Irland keine Torgefahr mehr entwickeln. In der Schlussphase kam lediglich Frankreich noch zu Chancen, der Gastgeber zog sicher in das Viertelfinale ein.

### Deutschland – Slowakei 3:0 (2:0)
| Deutschland                                                           | Deutschland | Slowakei | Slowakei | Aufstellung                            |
| --------------------------------------------------------------------- | --- | --- | -------- | -------------------------------------- |
| Deutschland                                                           | \| 5. Achtelfinale \| \| 26. Juni 2016 um 18:00 Uhr in Villeneuve-d’Ascq (Stade Pierre-Mauroy) \| \| Zuschauer: 44.312 \| \| Schiedsrichter: Szymon Marciniak ( Polen) \| \| Spielbericht \|                                                                     | \| 5. Achtelfinale \| \| 26. Juni 2016 um 18:00 Uhr in Villeneuve-d’Ascq (Stade Pierre-Mauroy) \| \| Zuschauer: 44.312 \| \| Schiedsrichter: Szymon Marciniak ( Polen) \| \| Spielbericht \|                                                               | Slowakei | Aufstellung Deutschland gegen Slowakei |
| Deutschland                                                           | Manuel Neuer – Joshua Kimmich, Jérôme Boateng (71. Benedikt Höwedes), Mats Hummels, Jonas Hector – Toni Kroos, Sami Khedira (76. Bastian Schweinsteiger) – Thomas Müller, Mesut Özil, Julian Draxler (72. Lukas Podolski) – Mario Gómez Cheftrainer: Joachim Löw | Matúš Kozáčik – Norbert Gyömbér (84. Kornel Saláta), Ján Ďurica, Martin Škrtel , Peter Pekarík – Marek Hamšík, Milan Škriniar, Patrik Hrošovský – Vladimír Weiss (46. Ján Greguš), Michal Ďuriš (63. Stanislav Šesták), Juraj Kucka Cheftrainer: Ján Kozák | Slowakei | Aufstellung Deutschland gegen Slowakei |
| Deutschland                                                           | 1:0 Boateng (8.) 2:0 Gómez (43.) 3:0 Draxler (63.) | | Slowakei | Aufstellung Deutschland gegen Slowakei |
| Deutschland                                                           | Kimmich (46.), Hummels (67.) | Škrtel (13.), Kucka (90.+1′) | Slowakei | Aufstellung Deutschland gegen Slowakei |
| Deutschland                                                           | Kozáčik hält Foulelfmeter von Özil (13.) | | Slowakei | Aufstellung Deutschland gegen Slowakei |
| Deutschland                                                           | Spieler des Spiels: Julian Draxler (Deutschland) | | Slowakei | Aufstellung Deutschland gegen Slowakei |
| 5. Achtelfinale                                                       | | |          |                                        |
| 26. Juni 2016 um 18:00 Uhr in Villeneuve-d’Ascq (Stade Pierre-Mauroy) | | |          |                                        |
| Zuschauer: 44.312                                                     | | |          |                                        |
| Schiedsrichter: Szymon Marciniak ( Polen)                             | | |          |                                        |
| Spielbericht                                                          | | |          |                                        |

Nach einem Eckball erzielte Jérôme Boateng mit seinem ersten Länderspieltor die Führung für Deutschland. Kurz darauf wehrte Kozáčik einen von Mesut Özil geschossenen Elfmeter ab, nachdem Škrtel im Strafraum an Gómez’ Trikot gezogen hatte. Özil war damit seit Uli Hoeneß (EM-Finale 1976 gegen die Tschechoslowakei) der erste Deutsche, der bei einer EM-Endrunde einen Elfmeter vergab. Die Slowakei kam in der ersten Halbzeit durch einen Kopfball von Kucka in der 41. Minute zu einer einzigen Torchance. Unmittelbar danach traf Gómez nach Vorarbeit von Draxler, der in der 63. Minute für den Endstand sorgte und als bester deutscher Spieler in dieser Partie galt.

### Ungarn – Belgien 0:4 (0:1)
| Ungarn                                                       | Ungarn | Belgien | Belgien | Aufstellung                      |
| ------------------------------------------------------------ | --- | --- | ------- | -------------------------------- |
| Ungarn                                                       | \| 6. Achtelfinale \| \| 26. Juni 2016 um 21:00 Uhr in Toulouse (Stadium de Toulouse) \| \| Zuschauer: 28.921 \| \| Schiedsrichter: Milorad Mažić ( Serbien) \| \| Spielbericht \|                                                                                | \| 6. Achtelfinale \| \| 26. Juni 2016 um 21:00 Uhr in Toulouse (Stadium de Toulouse) \| \| Zuschauer: 28.921 \| \| Schiedsrichter: Milorad Mažić ( Serbien) \| \| Spielbericht \|                                                                                                  | Belgien | Aufstellung Ungarn gegen Belgien |
| Ungarn                                                       | Gábor Király – Tamás Kádár, Richárd Guzmics, Roland Juhász (79. Dániel Böde), Ádám Lang – Ádám Nagy, Zoltán Gera (46. Ákos Elek) – Gergő Lovrencsics, Ádám Pintér (75. Nemanja Nikolics), Balázs Dzsudzsák – Ádám Szalai Cheftrainer: Bernd Storck ( Deutschland) | Thibaut Courtois – Thomas Meunier, Thomas Vermaelen, Toby Alderweireld, Jan Vertonghen – Radja Nainggolan, Axel Witsel – Kevin De Bruyne – Dries Mertens (70. Yannick Carrasco), Romelu Lukaku (76. Michy Batshuayi), Eden Hazard (81. Marouane Fellaini) Cheftrainer: Marc Wilmots | Belgien | Aufstellung Ungarn gegen Belgien |
| Ungarn                                                       | 0:1 Alderweireld (10.) 0:2 Batshuayi (78.) 0:3 Hazard (80.) 0:4 Carrasco (90.+1′) | | Belgien | Aufstellung Ungarn gegen Belgien |
| Ungarn                                                       | Kádár (34.), Lang (47.), Elek (61.), Szalai (90.+2′) | Vermaelen (67.), Batshuayi (89.), Fellaini (90.+2′) | Belgien | Aufstellung Ungarn gegen Belgien |
| Ungarn                                                       | Spieler des Spiels: Eden Hazard (Belgien) | | Belgien | Aufstellung Ungarn gegen Belgien |
| 6. Achtelfinale                                              | | |         |                                  |
| 26. Juni 2016 um 21:00 Uhr in Toulouse (Stadium de Toulouse) | | |         |                                  |
| Zuschauer: 28.921                                            | | |         |                                  |
| Schiedsrichter: Milorad Mažić ( Serbien)                     | | |         |                                  |
| Spielbericht                                                 | | |         |                                  |

### Italien – Spanien 2:0 (1:0)
| Italien                                                     | Italien | Spanien | Spanien | Aufstellung                       |
| ----------------------------------------------------------- | --- | --- | ------- | --------------------------------- |
| Italien                                                     | \| 7. Achtelfinale \| \| 27. Juni 2016 um 18:00 Uhr in Saint-Denis (Stade de France) \| \| Zuschauer: 76.165 \| \| Schiedsrichter: Cüneyt Çakır ( Türkei) \| \| Spielbericht \| | \| 7. Achtelfinale \| \| 27. Juni 2016 um 18:00 Uhr in Saint-Denis (Stade de France) \| \| Zuschauer: 76.165 \| \| Schiedsrichter: Cüneyt Çakır ( Türkei) \| \| Spielbericht \|                                                          | Spanien | Aufstellung Italien gegen Spanien |
| Italien                                                     | Gianluigi Buffon – Giorgio Chiellini, Leonardo Bonucci, Andrea Barzagli – Alessandro Florenzi (84. Matteo Darmian), Marco Parolo, Daniele De Rossi (57. Thiago Motta), Emanuele Giaccherini, Mattia De Sciglio – Éder (82. Lorenzo Insigne), Graziano Pellè Cheftrainer: Antonio Conte | David de Gea – Juanfran, Gerard Piqué, Sergio Ramos , Jordi Alba – Cesc Fàbregas, Sergio Busquets, Andrés Iniesta – David Silva, Álvaro Morata (70. Lucas Vázquez), Nolito (46. Aritz Aduriz, 81. Pedro) Cheftrainer: Vicente del Bosque | Spanien | Aufstellung Italien gegen Spanien |
| Italien                                                     | 1:0 Chiellini (33.) 2:0 Pellè (90.+1′) | | Spanien | Aufstellung Italien gegen Spanien |
| Italien                                                     | De Sciglio (24.), Pellè (54.), Motta (89.) | Nolito (41.), Busquets (89.), Alba (89.), Silva (90.+4′) | Spanien | Aufstellung Italien gegen Spanien |
| Italien                                                     | Spieler des Spiels: Leonardo Bonucci (Italien) | | Spanien | Aufstellung Italien gegen Spanien |
| 7. Achtelfinale                                             | | |         |                                   |
| 27. Juni 2016 um 18:00 Uhr in Saint-Denis (Stade de France) | | |         |                                   |
| Zuschauer: 76.165                                           | | |         |                                   |
| Schiedsrichter: Cüneyt Çakır ( Türkei)                      | | |         |                                   |
| Spielbericht                                                | | |         |                                   |

### England – Island 1:2 (1:2)
| England                                             | England | Island | Island | Aufstellung                      |
| --------------------------------------------------- | --- | --- | ------ | -------------------------------- |
| England                                             | \| 8. Achtelfinale \| \| 27. Juni 2016 um 21:00 Uhr in Nizza (Stade de Nice) \| \| Zuschauer: 33.901 \| \| Schiedsrichter: Damir Skomina ( Slowenien) \| \| Spielbericht \|                                                               | \| 8. Achtelfinale \| \| 27. Juni 2016 um 21:00 Uhr in Nizza (Stade de Nice) \| \| Zuschauer: 33.901 \| \| Schiedsrichter: Damir Skomina ( Slowenien) \| \| Spielbericht \| | Island | Aufstellung England gegen Island |
| England                                             | Joe Hart – Danny Rose, Chris Smalling, Gary Cahill, Kyle Walker – Wayne Rooney (87. Marcus Rashford), Eric Dier (46. Jack Wilshere), Dele Alli – Raheem Sterling (60. Jamie Vardy), Harry Kane, Daniel Sturridge Cheftrainer: Roy Hodgson | Hannes Þór Halldórsson – Birkir Már Sævarsson, Kári Árnason, Ragnar Sigurðsson, Ari Freyr Skúlason – Jóhann Berg Guðmundsson, Gylfi Sigurðsson, Aron Gunnarsson , Birkir Bjarnason – Jón Daði Böðvarsson (89. Arnór Ingvi Traustason), Kolbeinn Sigþórsson (76. Theódór Elmar Bjarnason) Cheftrainer: Lars Lagerbäck ( Schweden) | Island | Aufstellung England gegen Island |
| England                                             | 1:0 Rooney (4., Foulelfmeter) | 1:1 R. Sigurðsson (6.) 1:2 Sigþórsson (18.) | Island | Aufstellung England gegen Island |
| England                                             | Sturridge (47.) | G. Sigurðsson (38.), Gunnarsson (65.) | Island | Aufstellung England gegen Island |
| England                                             | Spieler des Spiels: Ragnar Sigurðsson (Island) | | Island | Aufstellung England gegen Island |
| 8. Achtelfinale                                     | | |        |                                  |
| 27. Juni 2016 um 21:00 Uhr in Nizza (Stade de Nice) | | |        |                                  |
| Zuschauer: 33.901                                   | | |        |                                  |
| Schiedsrichter: Damir Skomina ( Slowenien)          | | |        |                                  |
| Spielbericht                                        | | |        |                                  |

Gegen die meist als favorisiert eingestuften Engländer gelang Island ein Sieg. Zwar geriet es nach einem von Halldórsson verschuldeten Elfmeter, den Rooney verwandelte, schon in der 4. Minute in Rückstand, jedoch gelang im Gegenzug der Ausgleich; nach einem weiten Einwurf von Gunnarsson in den Strafraum köpfte Árnason den Ball in den Fünfmeterraum, wo Sigurðsson einschoss. Durch einen Torwartfehler von Hart, der einen Schuss von Sigþórsson nicht abwehren konnte, ging Island in der 18. Minute in Führung. Im Laufe der Partie gelang es England trotz wesentlich mehr Ballbesitz und zahlreicher Standardsituationen kaum, Torgefahr zu entwickeln, sodass es beim 1:2 blieb. Englands Trainer Roy Hodgson verkündete direkt nach dem Spiel seinen Rücktritt.

## Viertelfinale

### Polen – Portugal 1:1 n. V. (1:1, 1:1), 3:5 i. E.
| Polen                                                     | Polen | Portugal | Portugal | Aufstellung                      |
| --------------------------------------------------------- | --- | --- | -------- | -------------------------------- |
| Polen                                                     | \| 1. Viertelfinale \| \| 30. Juni 2016 um 21:00 Uhr in Marseille (Stade Vélodrome) \| \| Zuschauer: 62.940 \| \| Schiedsrichter: Felix Brych ( Deutschland) \| \| Spielbericht \|                                                                                              | \| 1. Viertelfinale \| \| 30. Juni 2016 um 21:00 Uhr in Marseille (Stade Vélodrome) \| \| Zuschauer: 62.940 \| \| Schiedsrichter: Felix Brych ( Deutschland) \| \| Spielbericht \|                                                   | Portugal | Aufstellung Polen gegen Portugal |
| Polen                                                     | Łukasz Fabiański – Łukasz Piszczek, Kamil Glik, Michał Pazdan, Artur Jędrzejczyk – Jakub Błaszczykowski, Grzegorz Krychowiak, Krzysztof Mączyński (98. Tomasz Jodłowiec), Kamil Grosicki (82. Bartosz Kapustka) – Arkadiusz Milik, Robert Lewandowski Cheftrainer: Adam Nawałka | Rui Patrício – Cédric, Pepe, José Fonte, Eliseu – William Carvalho (96. Danilo Pereira) – João Mário (80. Ricardo Quaresma), Renato Sanches, Adrien Silva (73. João Moutinho) – Nani, Cristiano Ronaldo Cheftrainer: Fernando Santos | Portugal | Aufstellung Polen gegen Portugal |
| Polen                                                     | 1:0 Lewandowski (2.) | 1:1 Sanches (33.) | Portugal | Aufstellung Polen gegen Portugal |
| Polen                                                     | Elfmeterschießen | | Portugal | Aufstellung Polen gegen Portugal |
| Polen                                                     | 1:1 Lewandowski 2:2 Milik 3:3 Glik Rui Patrício hält gegen Błaszczykowski | 0:1 Cristiano Ronaldo 1:2 Sanches 2:3 Moutinho 3:4 Nani 3:5 Quaresma | Portugal | Aufstellung Polen gegen Portugal |
| Polen                                                     | Jędrzejczyk (42.), Glik (66.), Kapustka (89.) | Silva (70.), W. Carvalho (90.+2′) | Portugal | Aufstellung Polen gegen Portugal |
| Polen                                                     | Spieler des Spiels: Renato Sanches (Portugal) | | Portugal | Aufstellung Polen gegen Portugal |
| 1. Viertelfinale                                          | | |          |                                  |
| 30. Juni 2016 um 21:00 Uhr in Marseille (Stade Vélodrome) | | |          |                                  |
| Zuschauer: 62.940                                         | | |          |                                  |
| Schiedsrichter: Felix Brych ( Deutschland)                | | |          |                                  |
| Spielbericht                                              | | |          |                                  |

### Wales – Belgien 3:1 (1:1)
| Wales                                                                | Wales | Belgien | Belgien | Aufstellung                     |
| -------------------------------------------------------------------- | --- | --- | ------- | ------------------------------- |
| Wales                                                                | \| 2. Viertelfinale \| \| 1. Juli 2016 um 21:00 Uhr in Villeneuve-d’Ascq (Stade Pierre-Mauroy) \| \| Zuschauer: 45.936 \| \| Schiedsrichter: Damir Skomina ( Slowenien) \| \| Spielbericht \|                                                | \| 2. Viertelfinale \| \| 1. Juli 2016 um 21:00 Uhr in Villeneuve-d’Ascq (Stade Pierre-Mauroy) \| \| Zuschauer: 45.936 \| \| Schiedsrichter: Damir Skomina ( Slowenien) \| \| Spielbericht \|                                                                                   | Belgien | Aufstellung Wales gegen Belgien |
| Wales                                                                | Wayne Hennessey – James Chester, Ashley Williams , Ben Davies – Neil Taylor, Joe Allen, Joe Ledley (78. Andy King), Aaron Ramsey (90. James Collins), Chris Gunter – Hal Robson-Kanu (80. Sam Vokes), Gareth Bale Cheftrainer: Chris Coleman | Thibaut Courtois – Thomas Meunier, Toby Alderweireld, Jason Denayer, Jordan Lukaku (75. Dries Mertens) – Radja Nainggolan, Axel Witsel – Yannick Carrasco (46. Marouane Fellaini), Kevin De Bruyne, Eden Hazard – Romelu Lukaku (83. Michy Batshuayi) Cheftrainer: Marc Wilmots | Belgien | Aufstellung Wales gegen Belgien |
| Wales                                                                | 1:1 Williams (31.) 2:1 Robson-Kanu (55.) 3:1 Vokes (86.) | 0:1 Nainggolan (13.) | Belgien | Aufstellung Wales gegen Belgien |
| Wales                                                                | Davies (5.), Chester (16.), Gunter (24.), Ramsey (75.) | Fellaini (59.), Alderweireld (85.) | Belgien | Aufstellung Wales gegen Belgien |
| Wales                                                                | Spieler des Spiels: Hal Robson-Kanu (Wales) | | Belgien | Aufstellung Wales gegen Belgien |
| 2. Viertelfinale                                                     | | |         |                                 |
| 1. Juli 2016 um 21:00 Uhr in Villeneuve-d’Ascq (Stade Pierre-Mauroy) | | |         |                                 |
| Zuschauer: 45.936                                                    | | |         |                                 |
| Schiedsrichter: Damir Skomina ( Slowenien)                           | | |         |                                 |
| Spielbericht                                                         | | |         |                                 |

### Deutschland – Italien 1:1 n. V. (1:1, 0:0), 6:5 i. E.
| Deutschland                                               | Deutschland | Italien | Italien | Aufstellung                           |
| --------------------------------------------------------- | --- | --- | ------- | ------------------------------------- |
| Deutschland                                               | \| 3. Viertelfinale \| \| 2. Juli 2016 um 21:00 Uhr in Bordeaux (Stade de Bordeaux) \| \| Zuschauer: 38.764 \| \| Schiedsrichter: Viktor Kassai ( Ungarn) \| \| Spielbericht \|                                                                                         | \| 3. Viertelfinale \| \| 2. Juli 2016 um 21:00 Uhr in Bordeaux (Stade de Bordeaux) \| \| Zuschauer: 38.764 \| \| Schiedsrichter: Viktor Kassai ( Ungarn) \| \| Spielbericht \| | Italien | Aufstellung Deutschland gegen Italien |
| Deutschland                                               | Manuel Neuer bis zur 16. – Benedikt Höwedes, Jérôme Boateng, Mats Hummels, Jonas Hector – Joshua Kimmich, Sami Khedira (16. Bastian Schweinsteiger ab Einwechselung), Toni Kroos, Mesut Özil – Thomas Müller, Mario Gómez (72. Julian Draxler) Cheftrainer: Joachim Löw | Gianluigi Buffon – Andrea Barzagli, Leonardo Bonucci, Giorgio Chiellini (120. Simone Zaza) – Alessandro Florenzi (86. Matteo Darmian), Stefano Sturaro, Marco Parolo, Emanuele Giaccherini, Mattia De Sciglio – Graziano Pellè, Éder (108. Lorenzo Insigne) Cheftrainer: Antonio Conte | Italien | Aufstellung Deutschland gegen Italien |
| Deutschland                                               | 1:0 Özil (65.) | 1:1 Bonucci (78., Handelfmeter) | Italien | Aufstellung Deutschland gegen Italien |
| Deutschland                                               | Elfmeterschießen | | Italien | Aufstellung Deutschland gegen Italien |
| Deutschland                                               | 1:1 Kroos Buffon hält gegen Müller Özil schießt gegen den Pfosten 2:2 Draxler Schweinsteiger schießt drüber 3:3 Hummels 4:4 Kimmich 5:5 Boateng 6:5 Hector | 0:1 Insigne Zaza schießt drüber 1:2 Barzagli Pellè schießt vorbei Neuer hält gegen Bonucci 2:3 Giaccherini 3:4 Parolo 4:5 De Sciglio Neuer hält gegen Darmian | Italien | Aufstellung Deutschland gegen Italien |
| Deutschland                                               | Hummels (90.), Schweinsteiger (112.) | Sturaro (56.), De Sciglio (57.), Parolo (59.), Pellè (91.), Giaccherini (103.) | Italien | Aufstellung Deutschland gegen Italien |
| Deutschland                                               | Spieler des Spiels: Manuel Neuer (Deutschland) | | Italien | Aufstellung Deutschland gegen Italien |
| 3. Viertelfinale                                          | | |         |                                       |
| 2. Juli 2016 um 21:00 Uhr in Bordeaux (Stade de Bordeaux) | | |         |                                       |
| Zuschauer: 38.764                                         | | |         |                                       |
| Schiedsrichter: Viktor Kassai ( Ungarn)                   | | |         |                                       |
| Spielbericht                                              | | |         |                                       |

Deutschland und Italien galten laut Experten als die Mannschaften, die im Laufe des Turniers am meisten überzeugen konnten. Italien begann sehr engagiert und presste hoch, sodass die deutsche Nationalmannschaft kaum Zugriff im Mittelfeld fand und ihr Passspiel nicht wie gewohnt aufziehen konnte. Im Laufe der ersten Halbzeit erarbeitete sich Deutschland mehr Spielanteile, jedoch mit wenigen Torchancen. Ein Treffer durch den bereits früh eingewechselten Bastian Schweinsteiger wurde wegen eines Offensiv-Fouls nicht anerkannt (27.). Italien blieb durch lange Bälle in die Spitze immer wieder gefährlich. Im Laufe der zweiten Halbzeit erarbeitete sich Deutschland die 1:0-Führung durch Mesut Özil (65.). Mario Gómez, der schon das 1:0 eingeleitet hatte, scheiterte mit einem Hackenschuss (68.). Nach einem Handspiel durch Jérôme Boateng konnte Leonardo Bonucci per Elfmeter zum 1:1 ausgleichen (78.). In der Verlängerung war das Spiel weiterhin von Taktik geprägt. Im Elfmeterschießen scheiterten mit Simone Zaza, Thomas Müller, Mesut Özil, Graziano Pellè, Leonardo Bonucci, Bastian Schweinsteiger und Matteo Darmian sieben Schützen – so viele wie nie zuvor bei einem EM-Elfmeterschießen. Jonas Hector verwandelte den entscheidenden Elfmeter, womit Deutschland nach neun Turnierspielen bei einer EM oder WM erstmals Italien ausschalten konnte.
Die italienische Nationalmannschaft spielte in Trauerflor, da neun Landsleute bei der Geiselnahme in Dhaka getötet wurden.

### Frankreich – Island 5:2 (4:0)
| Frankreich                                                 | Frankreich | Island | Island | Aufstellung                         |
| ---------------------------------------------------------- | --- | --- | ------ | ----------------------------------- |
| Frankreich                                                 | \| 4. Viertelfinale \| \| 3. Juli 2016 um 21:00 Uhr in Saint-Denis (Stade de France) \| \| Zuschauer: 76.833 \| \| Schiedsrichter: Björn Kuipers ( Niederlande) \| \| Spielbericht \|                                                                                           | \| 4. Viertelfinale \| \| 3. Juli 2016 um 21:00 Uhr in Saint-Denis (Stade de France) \| \| Zuschauer: 76.833 \| \| Schiedsrichter: Björn Kuipers ( Niederlande) \| \| Spielbericht \| | Island | Aufstellung Frankreich gegen Island |
| Frankreich                                                 | Hugo Lloris – Bacary Sagna, Samuel Umtiti, Laurent Koscielny (72. Eliaquim Mangala), Patrice Evra – Paul Pogba, Blaise Matuidi – Moussa Sissoko, Antoine Griezmann, Dimitri Payet (80. Kingsley Coman) – Olivier Giroud (60. André-Pierre Gignac) Cheftrainer: Didier Deschamps | Hannes Þór Halldórsson – Birkir Már Sævarsson, Kári Árnason (46. Sverrir Ingi Ingason), Ragnar Sigurðsson, Ari Freyr Skúlason – Jóhann Berg Guðmundsson, Aron Gunnarsson , Gylfi Sigurðsson, Birkir Bjarnason – Kolbeinn Sigþórsson (83. Eiður Guðjohnsen), Jón Daði Böðvarsson (46. Alfreð Finnbogason) Cheftrainer: Lars Lagerbäck ( Schweden) | Island | Aufstellung Frankreich gegen Island |
| Frankreich                                                 | 1:0 Giroud (12.) 2:0 Pogba (19.) 3:0 Payet (43.) 4:0 Griezmann (45.) 5:1 Giroud (59.) | 4:1 Sigþórsson (56.) 5:2 Bjarnason (84.) | Island | Aufstellung Frankreich gegen Island |
| Frankreich                                                 | Umtiti (75.) | Bjarnason (58.) | Island | Aufstellung Frankreich gegen Island |
| Frankreich                                                 | Spieler des Spiels: Olivier Giroud (Frankreich) | | Island | Aufstellung Frankreich gegen Island |
| 4. Viertelfinale                                           | | |        |                                     |
| 3. Juli 2016 um 21:00 Uhr in Saint-Denis (Stade de France) | | |        |                                     |
| Zuschauer: 76.833                                          | | |        |                                     |
| Schiedsrichter: Björn Kuipers ( Niederlande)               | | |        |                                     |
| Spielbericht                                               | | |        |                                     |

## Halbfinale

### Portugal – Wales 2:0 (0:0)
| Portugal                                                      | Portugal | Wales | Wales | Aufstellung                      |
| ------------------------------------------------------------- | --- | --- | ----- | -------------------------------- |
| Portugal                                                      | \| 1. Halbfinale \| \| 6. Juli 2016 um 21:00 Uhr in Décines-Charpieu (Stade de Lyon) \| \| Zuschauer: 55.679 \| \| Schiedsrichter: Jonas Eriksson ( Schweden) \| \| Spielbericht \|                                                                | \| 1. Halbfinale \| \| 6. Juli 2016 um 21:00 Uhr in Décines-Charpieu (Stade de Lyon) \| \| Zuschauer: 55.679 \| \| Schiedsrichter: Jonas Eriksson ( Schweden) \| \| Spielbericht \|                                                               | Wales | Aufstellung Portugal gegen Wales |
| Portugal                                                      | Rui Patrício – Cédric, Bruno Alves, José Fonte, Raphaël Guerreiro – Danilo Pereira – João Mário, Adrien Silva (79. João Moutinho) – Renato Sanches (74. André Gomes) – Nani (87. Ricardo Quaresma), Cristiano Ronaldo Cheftrainer: Fernando Santos | Wayne Hennessey – Chris Gunter, James Chester, James Collins (66. Jonny Williams), Ashley Williams , Neil Taylor – Joe Ledley (57. Sam Vokes) – Joe Allen, Andy King – Hal Robson-Kanu (63. Simon Church), Gareth Bale Cheftrainer: Chris Coleman | Wales | Aufstellung Portugal gegen Wales |
| Portugal                                                      | 1:0 Cristiano Ronaldo (50.) 2:0 Nani (53.) | | Wales | Aufstellung Portugal gegen Wales |
| Portugal                                                      | Alves (71.), Cristiano Ronaldo (72.) | Allen (8.), Chester (62.), Bale (88.) | Wales | Aufstellung Portugal gegen Wales |
| Portugal                                                      | Spieler des Spiels: Cristiano Ronaldo (Portugal) | | Wales | Aufstellung Portugal gegen Wales |
| 1. Halbfinale                                                 | | |       |                                  |
| 6. Juli 2016 um 21:00 Uhr in Décines-Charpieu (Stade de Lyon) | | |       |                                  |
| Zuschauer: 55.679                                             | | |       |                                  |
| Schiedsrichter: Jonas Eriksson ( Schweden)                    | | |       |                                  |
| Spielbericht                                                  | | |       |                                  |

Portugal und Wales spielten beide in Auswärtstrikots, da das dunkle Rot des portugiesischen Heimtrikots den dunklen Farben des walisischen Auswärtstrikots zu ähnlich sah.

### Deutschland – Frankreich 0:2 (0:1)
| Deutschland                                              | Deutschland | Frankreich | Frankreich | Aufstellung                              |
| -------------------------------------------------------- | --- | --- | ---------- | ---------------------------------------- |
| Deutschland                                              | \| 2. Halbfinale \| \| 7. Juli 2016 um 21:00 Uhr in Marseille (Stade Vélodrome) \| \| Zuschauer: 64.078 \| \| Schiedsrichter: Nicola Rizzoli ( Italien) \| \| Spielbericht \|                                                                                | \| 2. Halbfinale \| \| 7. Juli 2016 um 21:00 Uhr in Marseille (Stade Vélodrome) \| \| Zuschauer: 64.078 \| \| Schiedsrichter: Nicola Rizzoli ( Italien) \| \| Spielbericht \|                                                                                                | Frankreich | Aufstellung Deutschland gegen Frankreich |
| Deutschland                                              | Manuel Neuer – Joshua Kimmich, Jérôme Boateng (61. Shkodran Mustafi), Benedikt Höwedes, Jonas Hector – Emre Can (67. Mario Götze), Bastian Schweinsteiger (79. Leroy Sané) – Mesut Özil, Toni Kroos, Julian Draxler – Thomas Müller Cheftrainer: Joachim Löw | Hugo Lloris – Bacary Sagna, Laurent Koscielny, Samuel Umtiti, Patrice Evra – Paul Pogba, Blaise Matuidi – Moussa Sissoko, Antoine Griezmann (90.+2′ Yohan Cabaye), Dimitri Payet (71. N’Golo Kanté) – Olivier Giroud (78. André-Pierre Gignac) Cheftrainer: Didier Deschamps | Frankreich | Aufstellung Deutschland gegen Frankreich |
| Deutschland                                              | 0:1 Griezmann (45.+2′, Handelfmeter) 0:2 Griezmann (72.) | | Frankreich | Aufstellung Deutschland gegen Frankreich |
| Deutschland                                              | Can (36.), Schweinsteiger (45.+1′), Özil (45.+1′), Draxler (50.) | Evra (43.), Kanté (75.) | Frankreich | Aufstellung Deutschland gegen Frankreich |
| Deutschland                                              | Spieler des Spiels: Antoine Griezmann (Frankreich) | | Frankreich | Aufstellung Deutschland gegen Frankreich |
| 2. Halbfinale                                            | | |            |                                          |
| 7. Juli 2016 um 21:00 Uhr in Marseille (Stade Vélodrome) | | |            |                                          |
| Zuschauer: 64.078                                        | | |            |                                          |
| Schiedsrichter: Nicola Rizzoli ( Italien)                | | |            |                                          |
| Spielbericht                                             | | |            |                                          |

Die französische Nationalmannschaft startete druckvoll in die Partie und drängte Deutschland zusehends in die Defensive. Nach einer Kombination hatte Antoine Griezmann die erste gefährliche Torchance des Spiels (7.). Nach zehn Minuten fand die deutsche Nationalmannschaft immer besser in die Partie und kontrollierte fortan das Spielgeschehen. Torchancen durch Emre Can (14.) und Bastian Schweinsteiger (26.) konnten jedoch nicht genutzt werden. In der Nachspielzeit der ersten Hälfte bekam die französische Nationalmannschaft nach einem Eckball einen Handelfmeter, verursacht durch Bastian Schweinsteiger, zugesprochen. Diesen konnte Antoine Griezmann zum 1:0 verwerten (45.+2′). In der zweiten Halbzeit kontrollierte Deutschland das Spiel weiter und Frankreich lauerte auf Konter. Nach einer Fehlerkette im deutschen Strafraum erzielte Frankreich das 2:0 (72.). Torschütze war erneut Antoine Griezmann mit seinem nunmehr sechsten Turniertreffer. In der verbleibenden Spielzeit konnte sich die deutsche Nationalmannschaft noch einige nennenswerte Chancen erspielen, wie beispielsweise einen Pfostenschuss durch Joshua Kimmich (74.). Doch diese führten nicht mehr zum Torerfolg. Frankreich zog in sein fünftes Finale bei einem großen Turnier (WM oder EM) ein.

## Finale

### Portugal – Frankreich 1:0 n.V.
| Portugal                                                    | Portugal | Frankreich | Frankreich | Aufstellung                           |
| ----------------------------------------------------------- | --- | --- | ---------- | ------------------------------------- |
| Portugal                                                    | \| Finale \| \| 10. Juli 2016 um 21:00 Uhr in Saint-Denis (Stade de France) \| \| Zuschauer: 75.868 \| \| Schiedsrichter: Mark Clattenburg ( England) \| \| Spielbericht \|                                                           | \| Finale \| \| 10. Juli 2016 um 21:00 Uhr in Saint-Denis (Stade de France) \| \| Zuschauer: 75.868 \| \| Schiedsrichter: Mark Clattenburg ( England) \| \| Spielbericht \| | Frankreich | Aufstellung Portugal gegen Frankreich |
| Portugal                                                    | Rui Patrício – Cédric, Pepe, José Fonte, Raphaël Guerreiro – William Carvalho – Renato Sanches (79. Éder), Adrien Silva (66. João Moutinho), João Mário – Nani, Cristiano Ronaldo (25. Ricardo Quaresma) Cheftrainer: Fernando Santos | Hugo Lloris – Bacary Sagna, Laurent Koscielny, Samuel Umtiti, Patrice Evra – Moussa Sissoko (110. Anthony Martial), Paul Pogba, Blaise Matuidi, Dimitri Payet (58. Kingsley Coman) – Antoine Griezmann, Olivier Giroud (78. André-Pierre Gignac) Cheftrainer: Didier Deschamps | Frankreich | Aufstellung Portugal gegen Frankreich |
| Portugal                                                    | 1:0 Éder (109.) | | Frankreich | Aufstellung Portugal gegen Frankreich |
| Portugal                                                    | Cédric (34.), Mário (62.), Guerreiro (92.), W. Carvalho (95.), Fonte (119.), Patrício (120.+3′) | Umtiti (80.), Matuidi (97.), Koscielny (107.), Pogba (115.) | Frankreich | Aufstellung Portugal gegen Frankreich |
| Portugal                                                    | Spieler des Spiels: Pepe (Portugal) | | Frankreich | Aufstellung Portugal gegen Frankreich |
| Finale                                                      | | |            |                                       |
| 10. Juli 2016 um 21:00 Uhr in Saint-Denis (Stade de France) | | |            |                                       |
| Zuschauer: 75.868                                           | | |            |                                       |
| Schiedsrichter: Mark Clattenburg ( England)                 | | |            |                                       |
| Spielbericht                                                | | |            |                                       |

Die Portugiesen schafften es zuerst nicht, ordentlich in das Spiel zu finden, was sich durch die Hektik im portugiesischen Spiel zeigte. Dazu kam noch, dass Cristiano Ronaldo nach einem heftigen Zusammenprall mit Payet (8.) in der 25. Minute ausgewechselt werden musste. Innerhalb der ersten Hälfte konnte sich Portugal jedoch wieder ordnen und bekam mehr Kontrolle in sein Spiel. Bei den Franzosen stach vor allem Moussa Sissoko heraus, der sich mehrere Male vor Patrício blicken ließ und auch sonst ein gutes Spiel zeigte. Frankreich wies eine geringe Chancenverwertung auf. Obwohl die französische Mannschaft das Spiel bis zu den letzten 15 Minuten offensiv gänzlich dominierte, schaffte sie es trotz Großchancen, z. B. des Kopfballs von Griezmann (66.), des Distanzschusses von Sissoko (84.) oder des Pfostenschusses aus fünf Metern durch den eingewechselten Gignac (90+2′) nicht, den Ball im Tor der Portugiesen unterzubringen. Nachdem letztere schon seit der 75. Minute auch offensiv agiert hatten, machten sie in der Verlängerung genau so weiter. Nach dem Kopfball von Éder (104.), den Lloris noch abwehren konnte, und dem Lattenschuss von Raphaël Guerreiro per Freistoß schaffte es Éder, den Ball aus 24 Metern flach genau in die linke Ecke zu schießen (109.), was die Führung erbrachte und wodurch Portugal das Finale für sich entscheiden konnte.